# August-Exter-Straße 27

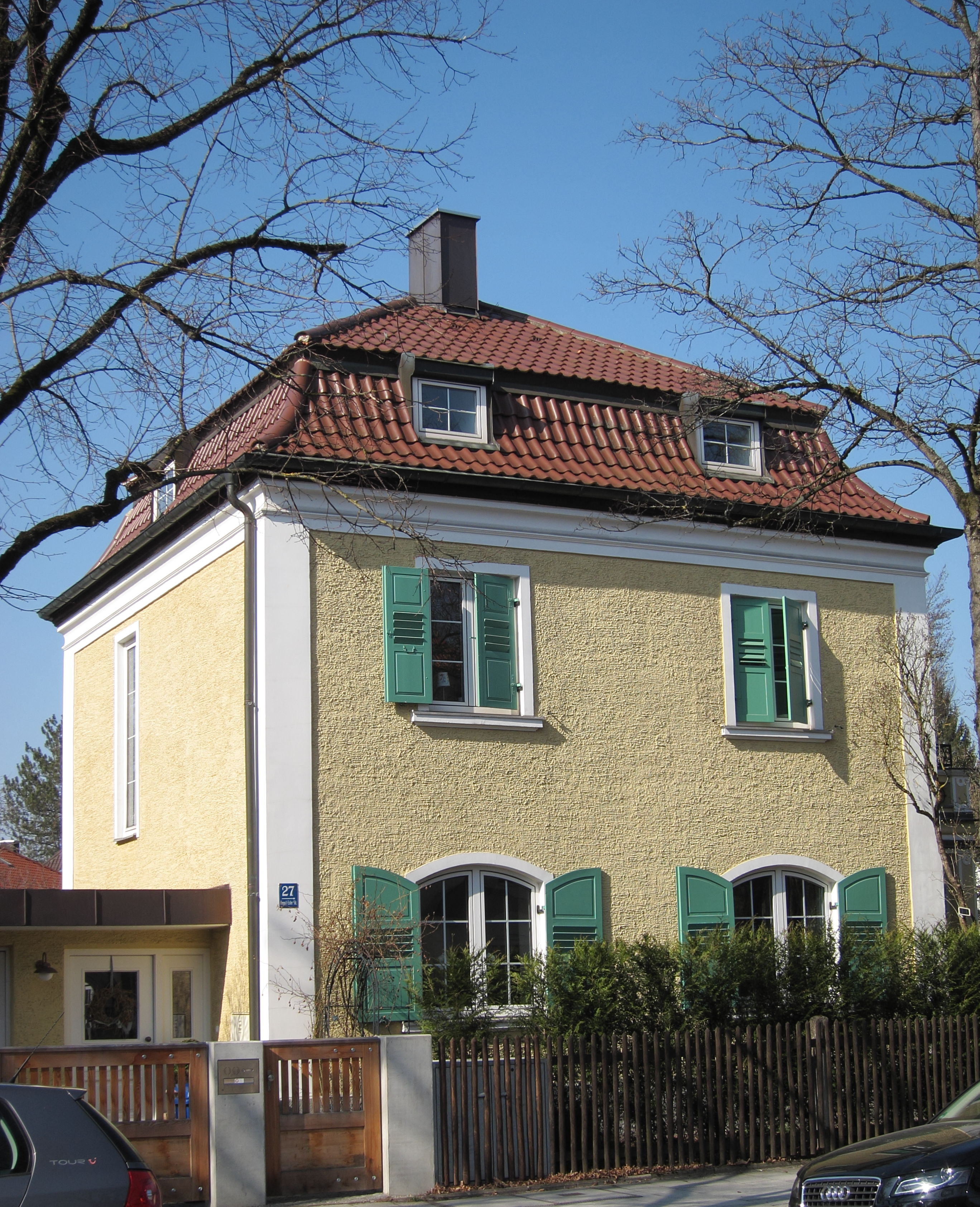
Haus August-Exter-Straße 27 im Stadtteil Pasing von München

Das Gebäude August-Exter-Straße 27 im Stadtteil Pasing der bayerischen Landeshauptstadt München wurde um 1895 errichtet. Die Villa in der August-Exter-Straße, die zur Erstbebauung der Villenkolonie Pasing I gehört, ist ein geschütztes Baudenkmal.
Das Haus wurde nach Plänen des Büros von August Exter erbaut. Der kubische Mansarddachbau gehört zu den barockisierenden Haustypen, die das Büro August Exter in der Villenkolonie anbot.